# Pavonia commutata
Pavonia commutata är en malvaväxtart som beskrevs av Gürcke. Pavonia commutata ingår i släktet påfågelsmalvor, och familjen malvaväxter. Inga underarter finns listade i Catalogue of Life.